# Plateforme océanique des îles Canaries
La plateforme océanique des îles Canaries (ou PLOCAN) est un consortium situé à Grande Canarie consacré à la recherche scientifique des secteurs maritime et marine de la région. Son objectif est la combinaison rentable de services comme observatoires, bancs d'essai, support pour véhicules sous-marins, formation et centre d'innovation.